# Sofia Molin
Sofia Molin, född 14 januari 1973 är en svensk volleybollspelare . Hon spelade 137 landskamper, vilket gör henne till en av svensk damvolleybolls mest meriterade spelare. På klubbnivå spelade hon för Uppsala VBS och  KFUM Örebro/Örebro Volley (som hon vann fyra SM-guld med) i Sverige samt med CV Sanse och CV Miranda i den spanska andraligan.